# Fasciculation
En médecine, le terme de fasciculation désigne la contraction brève d'un groupe de fibres musculaires constitutives d'une unité motrice, c'est-à-dire d'un fascicule musculaire. Ce phénomène indolore et indépendant de la volonté se manifeste en périphérie du muscle concerné par un léger mouvement transmis à la peau, habituellement sans déplacement articulaire. Tous les muscles squelettiques peuvent être le siège de fasciculations qui, si elles deviennent abondantes et généralisées peuvent devenir un symptôme perturbant la qualité de vie.
Le phénomène électrique correspondant est la génération spontanée d'un potentiel d'unité motrice (PUM) unique en un point quelconque de l'axone moteur. Ce PUM est enregistrable par l'électromyogramme (EMG) : c'est le potentiel de fasciculation. Les fasciculations survenant en profondeur ne sont pas visibles, mais détectables par l'EMG.
Physiologiques et bénignes dans l'immense majorité des cas, les fasciculations peuvent aussi être symptomatiques de certaines affections neurologiques impliquant une diminution du nombre d'unités motrices,,. C'est la raison pour laquelle certains auteurs comme Trojaborg et Buchthal en 1965 les séparent en « bénignes » et « malignes ».

## Mécanisme
La fasciculation correspond à l'activation anormale et isolée d'une unité motrice, c'est-à-dire d'un axone moteur et de l'ensemble des fibres musculaires qui en dépendent (ces dernières constituant un petit faisceau ou fascicule).  Chaque fasciculation résulte d'une  « dépolarisation spontanée » d'un neurone moteur inférieur conduisant à la contraction synchrone de toutes les fibres du muscle squelettique au sein d'une seule unité motrice (une dépolarisation spontanée et normale est par exemple la contraction constante du muscle cardiaque, qui fait battre le cœur). 
Souvent, une mise en mouvement intentionnelle du muscle impliqué provoque une cessation immédiate de la fasciculation, mais elle peut revenir une fois le muscle à nouveau au repos. 
La zone anatomique à l'origine des fasciculations musculaires et des crampes a été débattue durant de nombreuses années. De nombreux auteurs estimaient que cette origine était située dans le système nerveux central, et plus précisément dans le corps cellulaire des motoneurones de la corne antérieure. Pourtant selon Layzer en 1994, la plupart des preuves plaident pour une origine très distale, au sein même des terminaisons nerveuses motrices intramusculaires. Selon lui les fasciculations pourraient résulter d'une excitation chimique locale de terminaisons nerveuses motrices, alors que les crampes résulteraient d'une excitation mécanique des terminaisons nerveuses motrices pendant le raccourcissement musculaire.

## Aspects médicaux
Elles sont le plus souvent bénignes (on parle de BFS : benign fasciculation syndrome), et souvent associées aux  crampes. 
Les fasciculations peuvent aussi traduire une activité spontanée anormale d'unités motrices devenues hyperexcitables, par exemple en cas de réinnervation après dénervation d'une partie des fibres musculaires. 
Ceci s'observe dans de nombreuses affections du système nerveux périphérique, ou dans les atteintes chroniques de la corne antérieure.

## Causes connues

### Affections neurologiques
Parmi les affections neurologiques connues pour être à l'origine de fasciculations, on peut citer :
- les atteintes chroniques de la corne antérieure :
  - amyotrophies spinales,
  - syringomyélie,
  - Sclérose en plaques,
  - maladies dégénératives du motoneurone (comme la sclérose latérale amyotrophique[7],[8],[9],[10], la maladie de Kennedy ou encore la sclérose latérale primitive),
  - syndrome post-polio ;
- certains syndromes d'hyperexcitabilité nerveuse :
- chorée fibrillaire de Morvan,
- neuromyotonie,
- toutes les atteintes du système nerveux périphérique,
- le saturnisme[11],
- la maladie de Lyme.

### Autres causes
- Hypoparathyroïdie.
- Polyarthrite rhumatoïde. (et autres maladies rhumatoïdes)
- Arthrose.
- Malformation d'Arnold-Chiari.
- Canal lombaire étroit (bien que assez rare).
- Consommation de substances stimulantes ou excitantes, dont par exemple la caféine, la pseudoéphédrine, les amphétamines, le salbutamol (qui peuvent augmenter la fréquence des fasciculations sans en être la seule cause).
- Bronchodilatateurs prescrits contre l'asthme (Proventil, Combivent, Ventoline).
- Médicaments utilisés pour traiter le trouble du déficit de l'attention avec ou sans hyperactivité.
- Médicaments inhibiteurs de la cholinestérase comme la Pyridostigmine dans le traitement de la myasthénie ou la Rivastigmine dans le traitement de la maladie d'Alzheimer.
- Certains hypnotiques comme le Zolpidem.
- Stress et anxiété.
- Spasmophilie.
- L'asthme et le TDAH étant bien plus graves que les fasciculations elles-mêmes, cet effet secondaire peut être toléré par le patient après avoir consulté un médecin ou un pharmacien.

### Vidéographie
- Fasciculations-Six minutes of my day (you tube)